# Polonia en los Juegos Olímpicos de Pekín 2022
Polonia estuvo representada en los Juegos Olímpicos de Pekín 2022 por un total de 57 deportistas que competirán en 10 deportes. Responsable del equipo olímpico es el Comité Olímpico Polaco, así como las federaciones deportivas nacionales de cada deporte con participación.
Los portadores de la bandera en la ceremonia de apertura fueron el patinador de velocidad Zbigniew Bródka y la deportista de snowboard Aleksandra Król.

## Medallistas
El equipo olímpico polaco obtuvo las siguientes medallas:
| Nombre        | Deporte         | Competición        |
| ------------- | --------------- | ------------------ |
| Oro           |                 |                    |
| —             |                 |                    |
| Plata         |                 |                    |
| —             |                 |                    |
| Bronce        |                 |                    |
| Dawid Kubacki | Saltos en esquí | Trampolín normal M |